# Альфа (группа)
«Альфа» — советская и российская рок-, а затем и поп-группа, организованная в январе 1983 года в Москве бывшим клавишником группы «Круиз» Сергеем Сарычевым. В первый состав, кроме него, вошли гитарист Владимир Холстинин и бас-гитарист Виталий Дубинин, барабанщик Сергей Сафонов. В начале своего творческого пути группа недолгое время называлась «Команда Альфа».

## История
Лауреат фестиваля Песня-90 с песней «Здравствуй» (Т.Маркова - А.Лукьянов), которая была представлена радиопрограммой «Песня-90», приз за успешный дебют на фестивале от совместного советско-канадского пр-тия «Элегант» 

## Дискография
- 1983 — Гуляка (Расклейщик афиш / Альфа 1) (издан в 1996, 2014);
- 1984 — Бега (Альфа 2) (переиздание в 1996, 2013, 2014);
- 1985 — Воробей (Альфа 3) (издан в 1996);
- 1986 — Тёплый ветер (Альфа 4) (издан в 1996);
- 1987 — Ветер странствий (Альфа 5) (издан в 2011);
- 1990 — Любишь — не любишь (издан в 1991, 1995);
- 1997 — Коварная обманщица (издан в 1997);

Сборники и концертные альбомы:
1983 — Команда Альфа (Live) (переиздание в 2012 «Концерт в ДК Меридиан»);
1987 — Панорама-86 (Фестиваль молодёжной популярной музыки) (издан в 1987);
1997 — «Легенды русского рока»
2013 — Альфа Сергея Сарычева